# Gartic
Gartic é um site e aplicativo de adivinhação de desenhos desenvolvido no dia 7 de março de 2008 pelo estúdio Onrizon. O jogo reúne pessoas que devem adivinhar qual palavra uma delas está tentando desenhar em um tempo limitado. Ganham pontos aqueles que acertarem o desenho, e quem está desenhando ganha pontos através dos acertos de cada participante.
Lançado originalmente para o navegadores web, o game só ganhou a versão para smartphones no ano de 2013. Desde então, chegou a ficar conhecido através de youtubers e influenciadores de jogos em geral.
O jogo é baseado nas mais recentes tecnologias da WEB Desenvolvido inteiramente sem o uso de plugins, como Flash ou Silverlight, o site dispensa a necessidade de recursos extras aos usuários, apenas um navegador WEB. Para isto ser possível, o jogo baseia sua comunicação em chamadas Ajax altamente controladas. Já os desenhos exibidos na tela são viáveis através do uso da tag Canvas, um novo recurso presente na última especificação do HTML, e do HTML 5.

## História
Em 7 de março de 2008, Henrique Moreira e Rafael lançaram o site Gartic, o projeto que haviam iniciado seis meses antes, em setembro de 2007. Inicialmente, eles divulgaram o jogo aos usuários do único site que possuíam: o ThothGame. Para a surpresa dos criadores, o sucesso do novo jogo foi imediato nos primeiros dias. Nos primeiros meses de vida, o Gartic oferecia apenas acesso direto ao jogo, onde os jogadores escolhiam seus nicks e salas para jogar. Com o aumento constante de usuários, surgiu a necessidade de cadastros e rankings. Em agosto de 2008, essa necessidade foi atendida com um novo portal, que também incluía perfis e murais para os usuários.
No ano de 2024 o jogo teve um estande próprio durante a 15.ª edição do Brasil Game Show.

### Crescimento durante a pandemia de COVID-19
Na pandemia de COVID-19, o aplicativo cresceu mais de 1600%, passando de cinco mil downloads por dia para mais de 80 mil. Esse aumento foi suficiente para colocar o aplicativo de adivinhação de desenhos em 13.º entre os jogos gratuitos na Google Play Store e em primeiro lugar na App Store.
No mês de março de 2020, a versão web – traduzida a mais de 24 idiomas – passou de 60 mil acessos diários para 890 mil, incluindo um aumento em países como Turquia, Taiwan, Estados Unidos, China, Indonésia, República Tcheca, Arábia Saudita e Alemanha.

## Concorrentes
Desde o seu surgimento, o Gartic enfrenta a concorrência de diversos jogos, alguns dos quais alcançaram grande popularidade, enquanto outros permaneceram relativamente obscuros. O mais notável entre seus concorrentes é o QuickDrawn, desenvolvido pelo Google. Neste jogo, os participantes são instigados a desenhar objetos ou conceitos para que uma inteligência artificial, operando através de uma rede neural, possa aprender a identificar as imagens produzidas pelos usuários.
O desafio imposto ao jogador é o de ilustrar a palavra ou ideia proposta em um intervalo de tempo, que varia de 10 a 30 segundos. O objetivo é realizar um desenho que seja suficientemente claro para que o sistema de inteligência artificial reconheça o que foi intencionado pelo jogador. Entretanto, uma limitação do QuickDrawn é a ausência de um modo multijogador que permita jogos em grupo ou competições entre diferentes jogadores. A essência do jogo reside em sugerir desenhos, estabelecer um limite de tempo para a sua execução e, por fim, tentar decifrar as criações dos jogadores.
Existe também o Drawn Climber cuja proposta é fazer as pernas de um corredor e passar por diversos disafios durante a corrida modificando as pernas do seu personagem.